# Olaus Andreae Bergius
Olaus Andreae Bergius, född 1627 i Åkers socken, Södermanland, död 19 april 1692 i Stockholm, var en svensk präst.
Bergius var son till bonden Anders Hansson. Han blev student vid Uppsala universitet 1638 och reste senare utomlands och studerade bland annat i Dorpat. 1652 disputerade han vid Strängnäs gymnasium och var från 1653 student vid Åbo universitet, där han 1654–1657 innehade stipendium. 1656 blev Bergius filosofie magister. Kort därefter sedan han prästvigts blev han regementspastor vid ett finskt regemente vid armén i Polen. 1657 kallades han att som predikant följa med Claes Rålamb under hans ambassad till Turkiet. Han skall enligt egen uppgift ha verkat nio år som skollärare. 1665 blev Bergius huspredikant hos riksskattmästaren Gustaf Bonde och hovpredikant hos änkedrottning Hedvig Eleonora. Han utnämndes 1668 till kyrkoherde i Riddarholmsförsamlingen men kom aldrig att tillträda tjänsten. 1672 blev han kyrkoherde i Klara församling. Från samma år var han även ledamot av Stockholms stads konsistorium. Bergius var riksdagsman 1675 och 1682 samt ledamot av sekreta utskottet 1682 och ledamot av trolldomskommissionen 1676.